# Suze Orman

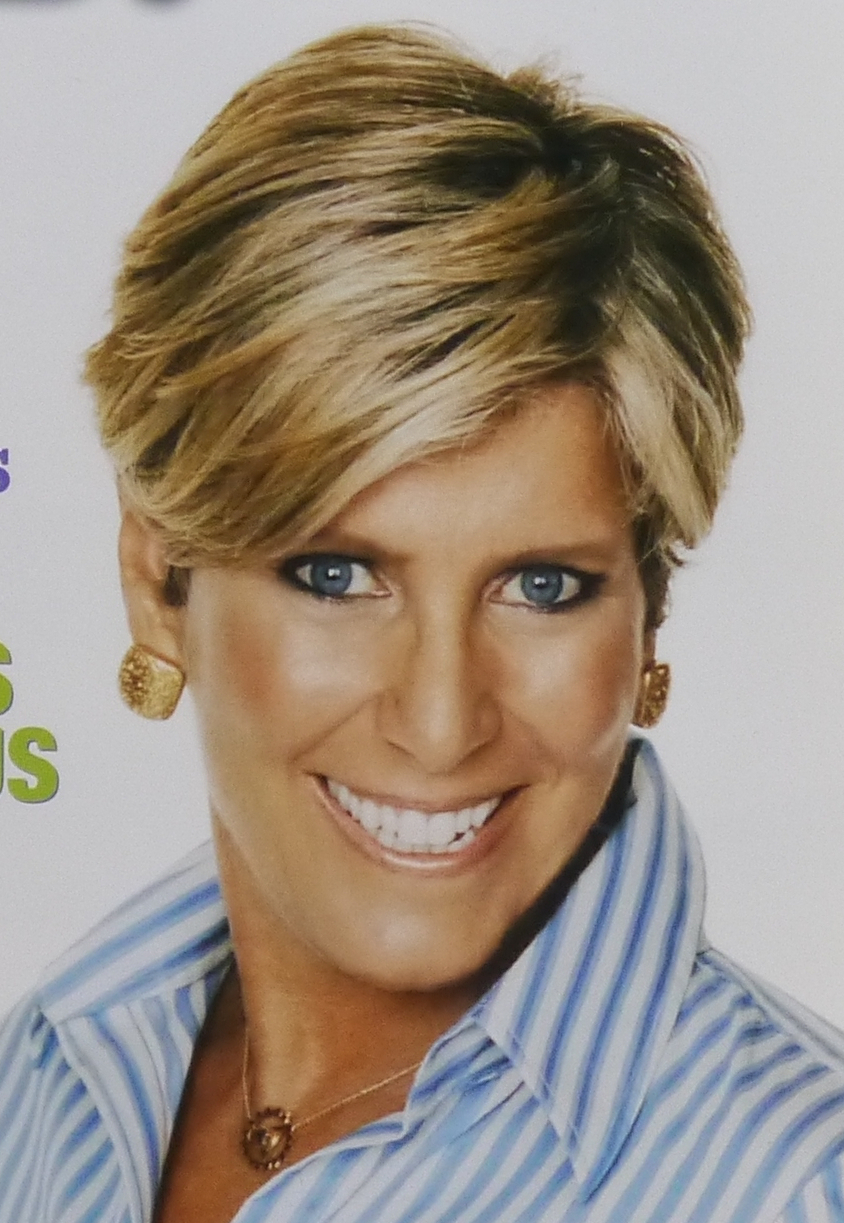
Suze Orman 2008.

Susan Lynn "Suze" Orman, född 5 juni 1951 i Chicago, är en amerikansk författare, finansiell rådgivare, motivationsföreläsare och programledare.

## Liv och karriär
Hon föddes i Chicago och hon tog examen i socialt arbete. Efter att ha varit servitris i Berkeley, Kalifornien fick hon en tjänst som finansiell rådgivare för Merrill Lynch. 1987 grundade hon Suze Orman Financial Group. TV-programmet The Suze Orman Show hade premiär på CNBC år 2002.  2006 vann hon en Gracie Award för "Outstanding Program Host".

## Publikationer

### Böcker
- You've Earned It, Don't Lose It: Mistakes You Can't Afford to Make When You Retire (med Linda Mead) (1995)
- The Nine Steps To Financial Freedom (1997)
- The Courage to Be Rich (1999)
- The Road to Wealth (2001)
- The Laws of Money, the Lessons of Life... (2003)
- The Money Book for the Young, Fabulous and Broke (2005)
- Women and Money: Owning the Power to Control Your Destiny (2007)
- Suze Orman's 2009 Action Plan (2009)
- Suze Orman's 2010 Action Plan (2010)
- The Money Class: Learn to Create Your New American Dream (2011)
- Suze Ormans FICO Kit
- Suze Orman's Will & Trust Kit
- Suze Orman's Insurance Kit
- Suze Orman's Protection Portfolio
- Suze Orman's Identity Theft Kit
- Suze Orman's Save Yourself Retirement Program